# Баунеи
Баунѐи (на италиански и на сардински: Baunei) е малко градче и община в Южна Италия, провинция Нуоро, автономен регион и остров Сардиния. Разположено е на 480 m надморска височина. Населението на общината е 3693 души (към 2010 г.).
До 2005 г. общината е част от провинция Нуоро.